# Talveila
Talveila es un municipio y localidad española de la provincia de Soria, en la comunidad autónoma de Castilla y León. El término municipal, ubicado en la comarca de Pinares, tiene una población de 101 habitantes (INE 2024) e incluye los núcleos de Cantalucia, Fuentecantales y Talveila.

## Geografía
El municipio forma parte del partido judicial de Burgo de Osma y de la comarca de Pinares.
En su término e incluidos en la Red Natura 2000 los siguientes lugares:
- Lugar de Interés Comunitario conocido como Sabinares Sierra de Cabrejas, ocupando 2340 hectáreas, el 44 % de su término.[1]

## Historia
En el censo de 1879, ordenado por el Conde de Floridablanca, figuraba como villa cabecera del Partido de Merindad de Solpeña en la Intendencia de Soria, con jurisdicción de señorío y bajo la autoridad del alcalde ordinario de señorío, nombrado por el marqués de Badillo. Contaba entonces con 293 habitantes.
A la caída del Antiguo Régimen la localidad se constituye en municipio constitucional, conocido entonces como Talveyla, en la región de Castilla la Vieja que en el censo de 1842 contaba con 49 hogares y 192 vecinos. Hacia mediados del siglo XIX, el lugar tenía contabilizadas unas 45 casas. La localidad aparece descrita en el decimocuarto volumen del Diccionario geográfico-estadístico-histórico de España y sus posesiones de Ultramar de Pascual Madoz de la siguiente manera:

TALBEILA: v. con ayunt. en la prov. de Soria (8 leg.), part. jud. del Burgo (5), aud. terr. y c. g. de Burgos (18), dióc. de Osma (5). sit. en un hondo próxima al nacimiento de 2 arroyos, que unidos pasan por medio de la v.; su clima es templado y las enfermedades mas comunes catarros y dolores de costado. Tiene 45 casas; la consistorial; escuela de instruccion primaria frecuentada por 18 alumnos de ambos sexos dotada con 108 rs. y las retribuciones de los discípulos; una igl parr. (San Miguel) servida por un cura cuya plaza es de entrada y de provision real ú ordinaria. térm.: confina con los de Cantalucia, Vadillo y Cubilla. El terreno, fertilizado en parte por los indicados arroyos, es de regular calidad; comprende una deh. de pastos y buenos montes poblados de pinos y enebros. caminos: los locales, de herradura, en mal estado por la escabrosidad del terreno. correo. se recibe y despacha en la cab. del part. prod.: centeno, algunas legumbres, hortalizas, poco trigo, leñas de combustible y maderas de construccion; se cria ganado lanar, cabrio y vacuno; caza de liebres, perdices, venados y alguna otra res; en el arroyo hay truchas y abundancia de cangrejos. ind.: la agrícola, 3 molinos harineros y una sierra impulsada por el agua. pobl.: 49 vec., 192 alm. cap. imp.: 28,993 rs. 30 maravedises.
(Madoz, 1849, p. 577)

A mediados del siglo XIX, crece el término del municipio porque incorpora a Cubilla y a Cantalucia. En estos años se conocía como Talbeyla.
A principios del siglo XX, disminuye el término del municipio porque independiza a Cubilla.
A finales del siglo XX crece el término del municipio porque incorpora a Fuentecantales.

## Demografía
Cuenta con una población de 101 habitantes (INE 2024).
| Gráfica de evolución demográfica de Talveila entre 1842 y 2021 |
| |
| Población de derecho según los censos de población del INE Población de hecho según los censos de población del INEEn este censo se denominaba Talveyla: 1842 En este censo se denominaba Talbeyla: 1857 Entre el censo de 1857 y el anterior, crece el término del municipio porque incorpora a 42070 (Cubilla) y 425021 (Cantalucía) Entre el censo de 1970 y el anterior, crece el término del municipio porque incorpora a 42551 (Fuentecantales) Entre el censo de 1930 y el anterior, disminuye el término del municipio porque independiza a 42070 (Cubilla) |

### Demografía reciente del núcleo principal
Talveila (localidad) contaba a 1 de enero de 2010 con una población de 114 habitantes, 66 hombres y 48 mujeres.
| Gráfica de evolución demográfica de Talveila (localidad) entre 2000 y 2010                       |
|                                                                                                  |
| Población de derecho (2000-2010) según los censos de población del INE a 1 de enero de cada año. |

### Población por núcleos
| Núcleos        | Habitantes (2000) | Habitantes (2010) |
| -------------- | ----------------- | ----------------- |
| Talveila       | 161               | 114               |
| Cantalucia     | 31                | 25                |
| Fuentecantales | 7                 | 7                 |

## Fiestas
Las fiestas patronales se celebran del 29 al 30 de septiembre en honor a San Miguel Arcángel. El programa es el siguiente:
- Día 29

La jornada arranca con la diana floreada a las diez de la mañana (actividad subvencionada por la Diputación provincial de Soria). A las 13.30 horas tiene lugar la misa solemne con procesión y subasta de roscas. A la tarde da paso al campeonato de bolos (17.30 horas) con premios para los tres primeros clasificados. 60 euros más trofeo para el primer equipo, 45 euros para el segundo, y 30 euros para el tercero. La inscripción es de 3 euros por equipo. A la misma hora, las cinco y media, comenzará paralelamente en Campeonato de calva, de rana y de tanguilla con las mismas cantidades en premios e inscripción. A las 21.30 horas tiene lugar en Concurso de disfraces y una hora más tarde se hará la entrega de premios. Tanto por la tarde como por la noche todos los vecinos de Talveila disfrutan de la gran verbena amenizada una orquesta.
- Día 30

El día da comienzo con la misa de difuntos a las 13.00 horas. A las 15.00 horas de la tarde tendrá lugar la caldereta popular para todo el pueblo. La tarde da paso a la diversión para los más pequeños con los juegos infantiles y las cucañas a partir de las 18.00 horas de la tarde. Para terminar con los actos y las celebraciones en Talveila, a las 20.30 horas, el bailódromo ameniza con música las sesiones de tarde y noche.